# Quận Edwards, Illinois
Quận Edwards là một quận thuộc tiểu bang Illinois, Hoa Kỳ.
Quận này được đặt tên theo. Theo điều tra dân số của Cục điều tra dân số Hoa Kỳ năm 2000, quận có dân số người. Quận lỵ đóng ở.

## Địa lý
Theo Cục điều tra dân số Hoa Kỳ, quận có diện tích km2, trong đó có km2 là diện tích mặt nước.

## Thông tin nhân khẩu
Theo điều tra dân số 2 năm 2000, quận đã có dân số 6.971 người, 2.905 hộ gia đình, và 2.027 gia đình sống trong quận hạt. Mật độ dân số là 31 người trên một dặm Anh vuông (12/km ²). Có 3.199 đơn vị nhà ở với mật độ trung bình là 14 trên một dặm Anh vuông (6/km ²). Cơ cấu chủng tộc của dân cư sinh sống trong quận bao gồm 98,87% người da trắng, 0,14% da đen hay Mỹ gốc Phi, 0,09% người Mỹ bản xứ, 0,40% châu Á, Thái Bình Dương 0,04%, 0,09% từ các chủng tộc khác, và 0,37% từ hai hoặc nhiều chủng tộc. 0,46% dân số là người Hispanic hay Latino thuộc một chủng tộc nào. 29,3% là tiếng Anh, 26,6% người Mỹ, Đức 22,2% và 6,3% gốc Ailen theo điều tra dân số năm 2000. 99,1% nói tiếng Anh như ngôn ngữ đầu tiên của họ.
Có 2.905 hộ, trong đó 29,80% có trẻ em dưới 18 tuổi sống chung với họ, 59,00% là đôi vợ chồng sống với nhau, 8,20% có một chủ hộ nữ và không có chồng, và 30,20% là không lập gia đình. 27,50% hộ gia đình đã được tạo ra từ các cá nhân và 14,60% có người sống một mình 65 tuổi hoặc lớn hơn. Cỡ hộ trung bình là 2,37 và cỡ gia đình trung bình là 2,88.
Tháp tuổi dân cư sinh sống trong quận với tỷ lệ như sau: 23,10% dưới độ tuổi 18, 8,00% 18-24, 26,10% 25-44, 24,30% từ 45 đến 64, và 18,50% từ 65 tuổi trở lên người. Độ tuổi trung bình là 40 năm. Đối với mỗi 100 nữ có 93,80 nam giới. Đối với mỗi 100 nữ 18 tuổi trở lên, đã có 91,50 nam giới.
Thu nhập trung bình cho một hộ gia đình trong quận đã đạt mức USD 31.816, và thu nhập trung bình cho một gia đình là USD 38.750. Phái nam có thu nhập trung bình USD 27.165 so với 19.579 USD của phái nữ. Thu nhập bình quân đầu người đạt mức 16.187 USD. Có 6,30% gia đình và 9,80% dân số sống dưới mức nghèo khổ, bao gồm 13,80% những người dưới 18 tuổi và 8,70% của những người 65 tuổi hoặc hơn.